# Éder (ur. 1986)
Éder Citadin Martins (ur. 19 listopada 1986 w Lauro Müller) – włoski piłkarz brazylijskiego pochodzenia, reprezentant Włoch, występujący na pozycji napastnika w brazylijskim klubie Criciúma.

## Kariera klubowa
Éder jest wychowankiem brazylijskiej Criciúmy. W 2005 roku trafił do włoskiego Empoli FC. W Serie A zadebiutował sezon później, 18 marca 2007, w meczu z S.S. Lazio. Na rundę wiosenną sezonu 2007/2008 został wypożyczony do grającego w Serie B Frosinone. Strzelił 6 bramek w 19 ligowych meczach i zespół ten zdecydował się na jego pozyskanie, na zasadzie współwłasności z Empoli. W sezonie 2008/2009 Éder trafił do siatki bramkarzy Serie B 14 razy. To sprawiło, że powrócił po zakończeniu rozgrywek do Empoli. Okazało się to bardzo dobrym ruchem, gdyż z 27 trafieniami na koniec sezonu Brazylijczyk został królem strzelców Serie B. 20 stycznia 2010 podpisał kontrakt z powracającą do Serie A Brescią. W 2011 roku został wypożyczony do Ceseny. Potem grał też w Sampdorii oraz Interze Mediolan.

## Kariera reprezentacyjna
21 marca 2015 roku selekcjoner Antonio Conte powołał go do reprezentacji Włoch. Było to możliwe, ponieważ pradziadek piłkarza był Włochem.